# Brzuza (Mazovie)
Pour les articles homonymes, voir Brzuza.
Brzuza (prononciation : [ˈbʐuza]) est un village de polonais, situé dans la gmina de Łochów de la Powiat de Węgrów et dans la voïvodie de Mazovie dans le centre-est de la Pologne.
Il se situe à environ 10 kilomètres au nord de Łochów, 33 kilomètres au nord-ouest de Węgrów et à 66 kilomètres au nord-est de Varsovie.
Le village a une population d'environ 550 habitants.